# 시코쿠 방송
시코쿠 방송은 도쿠시마현 최초의 민영방송국이자 도쿠시마현의 유일한 민영방송국이며 라디오 방송국은 1952년 7월 1일, 텔레비전 방송국은 1959년 4월 1일에 개국했다.
약칭은 JRT, 라디오 콜사인은 JOJR, 텔레비전 콜사인은 JOJR-DTV이다.

## 개요
- 도쿠시마현의 민방 텔레비전국은 시코쿠방송 1국뿐인데 그 이유는 다른 지역의 방송을 도쿠시마현의 해안가를 중심으로 한 넓은 지역에서 직접 수신할 수 있기 때문이다.(민방 텔레비전국이 사가 TV 1국인 사가현도 이와 같음).

- 텔레비전은NNN·NNS의 단독 가맹국이면서 현역민방 텔레비전 방송국이 1개밖에 없는 상황과 NNS 비완전가맹국인것을 이유로 다른 가맹국보다 타 계열 방송국 제작 프로그램을 많이 방송하는 편성을 취하고 있다.[1]

- 동시 연결 방송 시간대(특히 황금시간대) 편성은 니혼TV 중심이지만 다른 시간대에 다른 계열국의 프로그램을 동시방송 하는 일이 많았고[2] 그 때문에 NNS 계열 프로그램의 방송 비율이 크로스 네트워크 방송국 같은 수준이었던 시대가 있었으나 지금은 니혼 TV 계열 프로그램 수가 점차 늘어나고 있다.[3]

- 1971년 4월부터 아침 시간대에는 자사제작 와이드쇼 프로그램을 방송했으나 2011년 3월 31일을 끝으로 종료되었다.

- 라디오는 JRN계열과 NRN계열의 크로스 네트워크 방송국이며 와카야마 방송이나 TV 와카야마개국 전까지는 와카야마에 지사를 두어 와카야마현 관련 방송을 하던 일이 있었다.

- 라디오는 도쿠시마 현을 포함해 와카야마 현 이외에도 효고현 남부나 오사카부 일부지역에서 양호하게 수신이 가능하기 때문에 이러한 지역에서는 MBS라디오나 ABC라디오, 라디오 오사카에서 방송되지 않는 네트워크 중심방송국의 프로그램을 시코쿠방송을 통해 들을 수 있다.
반대로 도쿠시마 현에서는 간사이의 라디오 방송국 대부분이 청취가 가능하기 때문에 현내에서는 오사카의 라디오국을 청취하는 청취자도 있으며 이 때문에 옛날부터 지역 프로그램을 적극적으로(특히 오전 0시대까지는 전국적으로 격감한 자사 제작 심야 프로그램을 다수 방송하고 있는 것으로 알려져있다)방송했다.

- 중심 주파수 부근의 혼신 방송국이 적은 탓인지, 멀리 아이치현 일부와 기후현 평야지역 일부에서도 양호하지 않지만 낮에도 수신이 가능하고 5kW의 출력에 비례해 상당히 원거리 수신이 용이한 방송국이나 홋카이도 방송 오비히로, 에사시 중계국, 오이타 방송사에키 중계국은 동일 주파수이기 때문에 이 방송국들의 청취구역에서 야간 원거리 수신은 곤란하다.

## 연혁
- 1952년 4월 - 시코쿠방송 설립.
- 1952년 7월 1일 - 라디오 방송 개시.일본 13번째 (기타니혼 방송과 같은 날)이자 시코쿠 지역 첫 중파 민방라디오 방송국으로서 개국.
- 1953년 10월 1일 - 이 날 개국한 라디오시코쿠(후에 라디오 가가와→현재의 니시닛폰 방송)와 「시코쿠방송 연맹」(SBS, 시즈오카 방송과는 관계없음)을 결성.
- 1956년 7월 31일 - 라디오가가와(당시)와의 「시코쿠방송 연맹」 해소.
- 1959년 4월 - TV 방송 개시.
- 1982년 4월 - 약칭을 JRT로 지정한다. 그 전 까지는 콜사인 끝에서 딴 JR(철도 약칭과는 무관)로 불리고 있었다.
- 1984년 12월 - 도쿠시마 신문과 함께, 본사를 현재지에 이전.
- 1988년 7월 - 텔레비전 음성 다중 방송 개시.
- 2006년 10월 1일 - 지상 디지털 텔레비전 방송 개시.
- 2006년 12월 1일 - 원세그 방송 개시.
- 2007년 1월 11일 - 와카야마 방송과 지진 등의 대규모 재해가 발생될 경우 상호 원조 협정 체결.
- 2011년 7월 24일 - 지상파 아날로그 텔레비전 방송 종료
- 2018년 9월 30일 - 도쿠시마·이케다 FM 보완중계국 개국.

## 라디오 주파수
| 방송국·중계국          | 주파수  | 출력 | 비고                                                                   |
| ---------------------- | ------- | ---- | ---------------------------------------------------------------------- |
| 도쿠시마 방송국        | 1269kHz | 5kW  | 콜사인은 JOJR, 중파방송 중계국은 모두 동일한 주파수로 방송을 송출한다. |
| 도쿠시마 FM 보완중계국 | 93.0MHz | 1kW  |                                                                        |
| 이케다 중계국          | 1269kHz | 1kW  | 예전에 JOJO이라고 하는 콜사인을 사용하고 있었다.                       |
| 이케다 FM 보완중계국   | 93.0MHz | 10W  |                                                                        |
| 무기 중계국            | 1269kHz | 100W |                                                                        |
| 히와사 중계국          | 1269kHz | 100W |                                                                        |

## 텔레비전 네트워크 변천
- 1959년4월 1일 - 텔레비전 방송 개시.니혼TV를 중심으로 도쿄 방송·후지 TV·NET-TV 프로그램을 방송했다.
- 1966년 4월 1일 - 뉴스 네트워크 NNN 발족과 동시에 가맹.
- 1967년 6월 - 민간방송 교육협회에 가맹.
- 1972년 - 이 해 발족한 NNS에 가맹.이후 타지역 방송국 4국화 진행에 따라 니혼TV계열 네트워크가 강화되면서 서서히 니혼TV계 프로그램 방송시간이 증가하고 있었지만 저녁·심야·주말을 중심으로 타계열 프로그램이 현재도 많이 방송되고 있다.
- 2007년 10월 - 토요일 오후 10시 대가 TV아사히 수요일 오후9시 범위 형사드라마 방송에서 니혼TV 프로그램 동시 방송으로 바뀌는 것에 따라 일요일밤의 로컬범위를 제외한 골든·시청률 최고 시간대의 프로그램이 니혼TV계열로 통일되면서 크로스 넷 방송국 3개를 제외한 니혼TV 단독 네트워크 방송국이 모두 같은 편성으로 통일되게 된다.
- 2011년 4월 - 1971년 4월부터 제작하던 자사제작 아침 와이드쇼 프로그램을 종료하면서 니혼 TV에서 제작한 새 와이드쇼 프로그램 ZIP!을,그동안 아침 8~9시대에 방송되던 TV 아사히 제작 와이드쇼 프로그램 슈퍼 모닝 방송을 중단하고 니혼 TV 제작 프로그램으로 바꾸었으며 이와 동시에 프로그램 판매 형태로 방송되던 ANN 뉴스가 종료되었다.
- 2013년 4월 - 일요일 밤 22:30 - 23:30에 방송하던 프로그램이 TBS 드라마에서 요미우리 TV에서 제작하는 버라이어티 프로그램으로 바뀌면서 황금시간대 프로그램이 니혼 TV 계열 프로그램으로 통일된다.

### 보충 서술
- 일찍이 일본에서 방송국용으로 UHF대 채널이 많이 사용되지 않았던 시대(TV 와카야마개국 이전)에는 와카야마현 대부분이 오사카 지역의 방송 대신 시코쿠방송을 양호하게 수신할 수 있었기 때문에 이 방송국을 수신하는 세대가 많았으며 지금도 와카야마현 전용 신문 프로그램표 중 일부에는 시코쿠방송의 프로그램표가 게재되고 있다.

- 민영 방송국이 하나밖에서 없기 때문에 일본 민방 텔레비전 5계열 프로그램을 모두 방송하고 있는 유일한 민영 텔레비전 방송국이다.[4].그리고 간사이 지역 방송 네트워크 준 중심방송국 5국의 프로그램도 모두 방송하고 있으며 이것도 일본에서는 유일하다.
  - 그러나, 타계열 프로그램은 도중에 중지되는 프로그램이 많으며 참고로 도쿠시마 현 시청자는 이 타계열 시간차방송을 「재방송」이라고 생각하는 사람이 대부분이다.

- 프로그램 판매 형태로 ANN뉴스 방송을 했으나[5] 2011년 3월 31일을 끝으로 방송을 마쳤다..

- 도쿠시마 현의 2번째 민영 텔레비전 방송국으로 뉴 도쿠시마 방송이 개국을 목표로 콜사인까지 교부받았지만 설립기한까지 회사를 설립하지 못해 예비 면허가 실효되어 개국이 무산된 일이 있으며 뉴 도쿠시마 방송이 개국할 경우 시코쿠방송은 도쿄 방송 제작 프로그램 전부와 후지 TV·NET-TV 그리고 도쿄 12채널(지금의 TV도쿄) 제작 프로그램 일부를 양도할 예정이었다고 한다.

- 도쿠시마현에서는, 긴키광역권과오카야마현·가가와현 텔레비전 방송국을 부스터에 의한 직접 수신 혹은 케이블 텔레비전을 통해 보고 있기 때문에 시코쿠방송이 필요 없다는 현민의 의식이 크지만 구역외 송신이 지상 디지털 텔레비전 방송에서는 어려우며 또 케이블 텔레비전의 구역외 재발송신의 규제 강화의 영향을 받게 될지도 모른다. 그러나 오사카 민방의 허가등을 통해 일부 오사카민방의 디지털 재발송신이 시작되는 케이블 텔레비전도 있다.

## 도쿠시마현에 있는 다른 텔레비전·라디오 방송국
- NHK 도쿠시마 방송국
- FM도쿠시마 (JFN 계열)